# Alexander Alexandrowitsch Maximow (Mediziner)

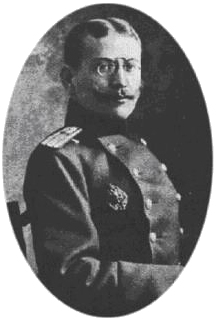
Alexander Maximow

Alexander Alexandrowitsch Maximow (russisch Александр Александрович Максимов; * 22. Januarjul. / 3. Februar 1874greg. in Sankt Petersburg; † 4. Dezember 1928 in Chicago) war ein russischer  Embryologe, Hämatologe, Anatom und Histologe.

## Leben
Er ist bekannt für experimentelle Untersuchungen zum Beweis des gemeinsamen Ursprungs von Blutzellen (Erythropoese). Er veröffentlichte dazu einen Aufsatz 1908 in der Zeitschrift Folia Haematologica. Darin vertrat er die These, dass Lymphozyt-artige Zellen die gemeinsamen Stammzellen der Blutzellen sind. Außer Blut untersuchte er auch Bindegewebe und Knochenmark.
Maximow stammte aus einer wohlhabenden und traditionsreichen Kaufmannsfamilie in Sankt Petersburg. Er studierte ab 1891 an der Kaiserlichen Akademie für Medizin in Sankt Petersburg und erhielt noch als Student eine Goldmedaille für einen wissenschaftlichen Aufsatz. 1896 wurde er promoviert und setzte sein Studium zwei Jahre in Freiburg und Berlin fort. 1903 bis 1922 war er Professor für Embryologie und Histologie an der Medizinischen Akademie in Sankt Petersburg. 1922 wanderte er mit seiner Ehefrau, seiner Schwester Claudia (die ihn in Chicago als Laborassistentin unterstützte und seine wissenschaftliche Mitarbeiterin war) und einem adoptierten Sohn in die USA aus und war ab 1922 Professor für Anatomie an der University of Chicago.
Vor seinem Tod an den Folgen von Arteriosklerose arbeitete er an einem Lehrbuch der Histologie mit seinem Kollegen William Bloom, das erstmals 1930 erschien.
Er war korrespondierendes Mitglied der Russischen Akademie der Wissenschaften und Mitglied der Leopoldina.

## Schriften
- Über Zellformen des lockeren Bindegewebes. In: Archiv für Mikroskopische Anatomie. Band 67, 1906, S. 680–757, (Digitalisat).
- Ueber experimentelle Erzeugung von Knochenmarkgewebe. In: Anatomischer Anzeiger. Band 28, 1906, S. 609–612, (Digitalisat).
- Untersuchungen über Blut und Bindegewebe. I. Die frühesten Entwicklungsstadien der Blut- und Bindegewebszellen beim Säugetierembryo, bis zum Anfang der Blutbildung in der Leber. In: Archiv für Mikroskopische Anatomie. Band 73, 1909, S. 444–561, (Digitalisat).
- Untersuchungen über Blut und Bindegewebe. II. Über die Histogenese der Thymus bei Säugetieren. In: Archiv für Mikroskopische Anatomie. Band 74, 1909, S. 525–621, (Digitalisat).
- Der Lymphozyt als gemeinsame Stammzelle der verschiedenen Blutelemente in der embryonalen Entwicklung und im postfetalen Leben der Säugetiere. In: Folia Haematologica. Band 8, 1909, S. 125–134, (Digitalisat).
- Untersuchungen über Blut und Bindegewebe. III. Die embryonale Histogenese des Knochenmarks der Säugetiere. In: Archiv für Mikroskopische Anatomie. Band 76, 1910/1911, S. 1–113, (Digitalisat).
- Relation of blood cells to connective tissues and endothelium. In: Physiological Reviews. Band 4, 1924, S. 533–563, doi:10.1152/physrev.1924.4.4.533.
- Über undifferenzierte Blutzellen und mesenchymale Keimlager im erwachsenen Organismus. In: Klinische Wochenschrift. Band 5, 1926, S. 2193–2199, doi:10.1007/BF01850881.
- Morphology of the mesenchymal reactions. In: Archives of Pathology and Laboratory Medicine. Band 4, 1927, S. 557–606.
- Development of non-granular leucocytes (lymphocytes and monocytes) into polyblasts (macrophages) and fibroblasts in vitro. In: Proceedings of the Society for Experimental Biology and Medicine. Band  24, 1926/1927, S. 570–572.
- Cultures of blood leucocytes. From lymphocyte and monocyte to connective tissue. In: Archiv für experimentelle Zellforschung, besonders Gewebezüchtung. Band 5, 1928, S. 169–268.
- A text-book of histology. Completed and edited by William Bloom. W. B. Saunders, Philadelphia PA u. a. 1930, (Seventh Edition 1957 Archive.org).